# Русанова Ірина Василівна
Іри́на Васи́лівна Руса́нова (нар. 18 грудня 1934) — радянський і український архітектор, кандидат архітектури, доцент кафедри містобудування Інституту архітектури Національного університету «Львівська політехніка», член Львівської обласної організації Національної спілки архітекторів України
Закінчила Львівский політехнічний інститут у 1959 році за спеціалізацією «Архітектура».

## Навчальна робота
Викладає курси:
- Архітектурне проєктування нового поселення на 5 тисяч мешканців
- Архітектурне проєктування місто-будівельного об'єкту
- Архітектурне проєктування
- Архітектурне проєктування житлового району

## Наукова робота

### Наукові інтереси
- Архітектурне проєктування

## Нагороди та відзнаки
- Премія Ради Міністрів СРСР (1978)[4] за проектування нових будівель Львівської політехніки[5].
- Відзнака Президента України — ювілейна медаль «25 років незалежності України» (2016)[6].

### Доробок

#### Наукові праці (публікації)
- До століття містобудівної освіти у Львівській політехніці / Г. П. Петришин та ін.; за заг. ред. Г. П. Петришин; Національний університет «Львівська політехніка». — Львів: Видавництво Львівської політехніки, 2013. — 323 с.: іл. — 300 екз. — ISBN 978-617-607-441-0.
- Еколого-ландшафтні передумови формування міського середовища / І. Русанова // Досвід та перспективи розвитку міст України: збірник наукових праць / Український державний науково-дослідний інститут проектування міст «Діпромісто» ім. Ю. М. Білоконя, Київський національний університет будівництва і архітектури. — Київ, 2010. — Вип. 19: Екологічні аспекти містобудування. — С. 91—98 — Бібліогр.: 5 назв.
- Сучасні проблеми містобудівельного проектування у Західному регіоні України / Русанова І. В., Дубина В. І., Склярова І. В. // Досвід та перспективи розвитку міст України: зб. наук. пр. / Український державний науково-дослідний інститут проектування міст «Діпромісто» ім. Ю. М. Білоконя. — Київ: 2016. — № 28. — С. 150-164.
- Містобудівне проектування: навч. посіб. / Г. П. Петришин, Б. С. Посацький, Ю. В. Ідак, Т. М. Мазур, І. В. Русанова; Національний університет «Львівська політехніка». — Львів: Вид-во Львів. політехніки, Ч. 2: Проектування структурних елементів міста — 2017. — 285 с.

#### Монографії
- Формування функціонально-планувальної структури моноцентричних міських агломерацій 60—80-их років ХХ століття (на прикладі Львівської агломерації): Національний університет «Львівська політехніка». — Львів: Растр-7, 2015. — 152 с.

#### Підручники
- Применение математических методов и вычислительной техники в учебном rрадостроительном проектировании: учебное пособие для студентов специальности 1201 — «Архитектура» / І. В. Русанова в составе авторского коллектива под научн. руководством І. О. Фомина // Министерство высшего и среднего специального образования УССР УМК по высшему образованию. — Киев, 1990. — 88 с.
- Транспорт у містобудівній організації міста: Навчальний посібник для студентів спеціальності 1201 «Архітектура» / І. В. Русанова, Б. С. Посацький; М-во вищ. і серед. спец. освіти УРСР, Навч.- метод. каб. з вищ. освіти, Львівський політехн. ін-т ім. Ленінського комсомолу. — Київ: НМК ВО, 1991. — 102 с.
- Інженерний благоустрій територій / І. В. Русанова, Г. М. Шульга. — Л. : Растр-7, 2009. — 212 с.: рис., табл. — Бібліогр.: с. 209. — ISBN 978-966-2004-29-8.